# قطعه‌ای از بهشت (مجموعه داستان)
قطعه‌ای از بهشت یک مجموعهٔ داستان و نخستین اثر داستانی علی پیام داستان‌نویس معاصر افغانستانی است که هشت داستان کوتاه در خود دارد. این اثر در ایران ممنوع‌النشر گردیده‌است. همچنین این کتاب در افغانستان نیز از سوی وزارت فرهنگ افغانستان ممنوعه شد. این کتاب حداقل دو جایزهٔ مهم را نصیب شده‌است: جایزهٔ یلدا و جایزهٔ اول وزارت فرهنگ افغانستان.